# Stjerneborg
Stjerneborg var et astronomisk observatorium som Tycho Brahe fik bygget på Hven da han ikke fandt Uranienborg tilstrækkelig. Han ønskede større nøjagtighed for sine instrumenter og ville beskytte dem mod vindstød, samt ydermere at lade dem placere på solide fundamenter. Det stod færdigt i 1584. Dette nye observatorium var bygget under jorden, og kun under observationer lod man observationslugerne åbne. På den måde fik man en større nøjagtighed, og da man også bedre kunne styre temperatursvingningerne hjalp det med til bedre obervationer.
Observatoriet Stjerneborg havde fem såkaldte krypter, hvor instrumenterne til observationer stod permanent opstillet, bl.a. en 3,5 meter stor ækvatorial-armille, en stor globus af messing, og stålringe. Midt mellem krypterne var et enkelt kvadratisk rum, et hypocaustum, altså et opvarmet rum, som benyttedes bl.a. til at analysere de foretagne observationer.
Instrumenterne tog Tycho Brahe med sig, da han gik i eksil. Stedet forfaldt ganske hurtigt og blev senere dækket af jord.
Stedet blev udgravet i 1950'erne og flere af de oprindelige bygninger samt indhegningen er rekonstruererede, og har samme form som Uranienborgs vægge. Man kan gå ned i krypterne, hvor der nu er opstillet kopier af Tycho Brahes instrumenter.